# クイズチャンネル
「クイズチャンネル」（QUIZ CHANNEL）は過去にハンゲーム（NHN Japan）で提供・運営されていたオンラインクイズゲームである。2018年11月14日(水) をもってサービスを終了した。同日、「マメコイン白」の払戻し申請受付を開始した。

## 概要
オンラインクイズゲームにありがちな対戦型ではなく、部屋にいるプレイヤーのうち誰か1人が正解すればその問題を解いたことになる協力型のクイズゲームである。また、部屋の設定次第で同じ部屋にいるプレイヤーの解答を自分の解答前に表示させることも可能である。
部屋の人数は1人～6人までで、1人で黙々と問題を解いても良い。また、成績優秀者にはMVPとしてボーナスが与えられるので、競争の要素もある。
難易度・ジャンル・出題形式が違うチャンネルが多数用意されており、各チャンネルごとに定められたノルマを超えればクリアで、プレイ内容次第で勲章やマメコインをもらうことができる。条件達成時にマメコインの獲得量を増やすアイテムや種類を変えるアイテムが有料で販売されている。

## クイズの分類
ジャンルクイズ
アニメ・ゲーム、スポーツ、芸能・音楽、雑学、学問、オシャレ・グルメ、アンケート、ノンジャンルの8ジャンルが用意されている。ノルマが減る期間限定イベントが実施されることもある。『アメリカ横断ウルトラクイズ』で使用された問題が多く採用されている。
ベスト9
実際にハンゲーム利用者にアンケートを行った回答の上位9個の項目をタイピング形式で答えさせるクイズ100人に聞きましたに似たようなクイズ。複数人プレイの場合は正解が複数同時に開くこともある。全員が不正解になる前に難易度ごとに違うノルマ数を超えて答えられればクリア。
クロスフェード
画像の一部分が次第に変化していく動画を見せ、どこが変化しているのか画像をクリックして解答する（ソニーコンピュータサイエンス研究所 茂木健一郎博士監修 脳に快感 アハ体験!のアハムービーに似た形式）。1問のみの出題で誰か1人が正解していればクリア。

### 難易度
EASY・NORMAL・HARD・MASTER・SPECIAL・EVENTの6つが用意されており、EASYからMASTERまでは正解時の獲得ポイントやマメコイン獲得枚数に差がある。SPECIALでは全問正解しないとクリアにならない。EVENTでは期間限定ガチャを回す黒いマメコインを手に入れることができる。マメコイン（黒）はイベントが終了すると所持枚数が0枚になり、持ち越すことができない。

## クイズ形式
○×形式
正しいと思ったら○、間違いだと思ったら×を選ぶ。問題の文末が「～ではない」となっている問題もあるため、問題文を最後読まずに解答すると意図と反した解答になる場合もある。
2択形式・4択形式
問題に対する答えを選ぶ。
タイピング形式
問題に対する答えをキーボードで入力する。キーボードはパソコンのものを使わず、画面上の文字をクリックすることで入力していく。クイズマジックアカデミーシリーズのタイピングクイズに近い。キーボードにはひらがなと英数字が用意されており、カタカナで答えるべき問題もひらがなで解答する。
画像クリック形式
クロスフェードに使われる形式。画像を直接クリックすることで解答する。
エトセトラ
○×・2択・4択・タイピングからランダムに形式が選ばれる。

## マメニワ
チャンネルをクリアすることで得られるマメコインを使ってガチャを回し、得られたアイテムでハンゲーム内のマイルーム機能のような箱庭を作ることができる。通常手に入るマメコインは4種類だが、不要なアイテムを捨てるかハンコインで購入することで手に入るデラックスコイン専用ガチャやレアアイテム・期間限定アイテムなども用意されている。
アイテムは自由に配置できるが、庭のキャパ（キャパシティ）を越えたアイテムは配置できない。アイテムを規定の種類手に入れるとご褒美として特殊な背景やサイズ・キャパの大きい庭を手に入れることができる。

### マメニワのアイテム
各シリーズ全20種類である。
常設ガチャ
- BASICシリーズ 第1弾
- BASICシリーズ 第2弾
- どうぶつシリーズ 第1弾
- おとぎ話シリーズ 第1弾

期間限定ガチャ
- ブライダルシリーズ 第1弾
- 初夏シリーズ 第1弾
- ビーチシリーズ 第1弾
- お祭りシリーズ 第1弾
- 運動会シリーズ 第1弾
- ハロウィンシリーズ 第1弾

## リンク
トップページ